# Цервикална дистонија
Цервикална дистонија или спазмодички тортиколис је болно стање у пределу врата, које настаје када се мишићи врата сакупљају (грче) неконтролисано, што узрокује окретање главе на једну страну.  Обично узрокује нагињање главе према једном рамену са брадом окренутом према другом и често се манифестује болом. Ово стање може трајати месецима или годинама.  Обично се повлачи током спавања.  Компликације могу укључивати појаву артритиса у врату.

## Опште информације
Цервикална дистонија је најчешћа врста фокалне дистоније која се јавља код већине болесника око пете децениј живота. Болест се најчешће развија поступно, уз осећај затезања или повлачења у врату. Потом се јавља тортиколис – абнормалано закретање главе с ротацијом врата у једну страну и елевацијом истостраног рамена. Исто тако може доћи и до нагињања главе које може бити:
- латералном смеру — према рамену што се назива латероколис, према наприед – антероколис

- у облику екстензије главе - ретроколис.[10]